# Carlotta
Carlotta [kar.ˈlɔt.ta] ist ein weiblicher Vorname.

## Herkunft und Bedeutung
→ Hauptartikel: Karla
Beim Namen Carlotta handelt es sich um die italienische Variante von Charlotte.

## Verbreitung
Carlotta hat sich in Italien unter den beliebtesten Mädchennamen etabliert. Im Jahr 2020 belegte er Rang 39 der Vornamenscharts.
Ein ähnliches Bild zeigt sich in Spanien und Portugal in Blick auf die landesübliche Carlota.
In Deutschland kommt der Name seit den 1990er Jahren. Seine bislang höchste Platzierung (Rang 44) erreichte der Name im Jahr 2001. War die Popularität des Namens zunächst starken Schwankungen ausgesetzt, stagniert sie seit etwa 2012 auf einem ähnlichen Niveau. Im Jahr 2021 belegte Carlotta Rang 77 in den deutschen Vornamenscharts.

## Varianten
Im Spanischen und Portugiesischen wird der Name in der Schreibweise Carlota verwendet. In Deutschland findet sich neben Carlotta auch die wesentlich seltenere Schreibweise Karlotta. Der Name Lotta hat sich in verschiedenen Ländern als eigenständige Kurzform etabliert.
Für weitere Namensvarianten: siehe Karla bzw. Karl

## Namenstag
Der Namenstag von Carlotta wird nach Charlotte Thouret am 17. Juli gefeiert.

## Namensträgerinnen

### Carlotta

#### Vorname
- Carlotta von Boos-Waldeck (1838–1920), deutsche Hofdame
- Carlotta Brianza (1865–1938), italienische Primaballerina
- Carlotta Brinckmann (1876–1965), deutsche Weberin und Textilrestauratorin
- Carlotta Case Hall (1880–1949), US-amerikanische Botanikerin
- Carlotta Dale (1915–1988), US-amerikanische Swing-Sängerin
- Carlotta von Falkenhayn (* 2007), deutsche Schauspielerin
- Carlotta Ferlito (* 1995), italienische Kunstturnerin
- Carlotta Ferrari (1831–1907), italienische Komponistin und Dichterin
- Carlotta Grisi (1819–1899), italienisch-österreichische Tänzerin
- Carlotta Case Hall (1880–1949), US-amerikanische Botanikerin
- Carlotta Walls LaNier  (* 1942), US-amerikanische Aktivistin
- Carlotta Maggiorana (* 1992), italienische Schauspielerin und Miss Italien 2018
- Carlotta Joaquina Maury (1874–1938), US-amerikanische Geologin, Stratigraphenforscherin und Paläontologin
- Carlotta Nwajide (* 1995), deutsche Sportsoldatin und Ruderin
- Carlotta Patti (1835–1889), italienische Opernsängerin
- Carlotta Stocker (1921–1972), Schweizer bildende Künstlerin
- Carlotta Truman (* 1999), deutsche Sängerin und Schauspielerin
- Carlotta Vanconti (1894–1964), deutsche Operettensängerin
- Carlotta Walls LaNier (* 1942), US-amerikanische Aktivistin
- Carlotta Wamser (* 2003), deutsche Fußballspielerin
- Carlotta Weide (* 2004), deutsche Schauspielerin

#### Familienname
- Antonia Carlotta (* 1988), US-amerikanische Schauspielerin und Webvideoproduzentin

### Carlota
- Carlota Joaquina (1775–1830), Prinzessin von Spanien, Königin von Portugal und Brasilien
- Carlota Alfaro (* 1933), puerto-ricanische Modedesignerin
- Carlota Castrejana (* 1973), spanische Basketballspielerin und Leichtathletin
- Carlota Luisa de Godoy y Borbón (1800–1886), spanische Adelige
- Carlota Gooden (* 1936), panamaische Sprinterin
- Carlota Matienzo (1881–1926), puerto-ricanische Lehrerin und Feministin
- Carlota Martínez Círez (* 2001), spanische Tennisspielerin
- Carlota Pérez (* 1939) ist eine venezolanische Wissenschaftlerin

Zwischenname
- Maria Carlota Bruno, brasilianische Filmproduzentin
- Maria Carlota Quintanilha (1923–2015), portugiesische Architektin

### Karlotta
- Karlotta Hasselbach (* 2005), deutsche Schauspielerin